# St. Bonifatius (Bad Bodenteich)

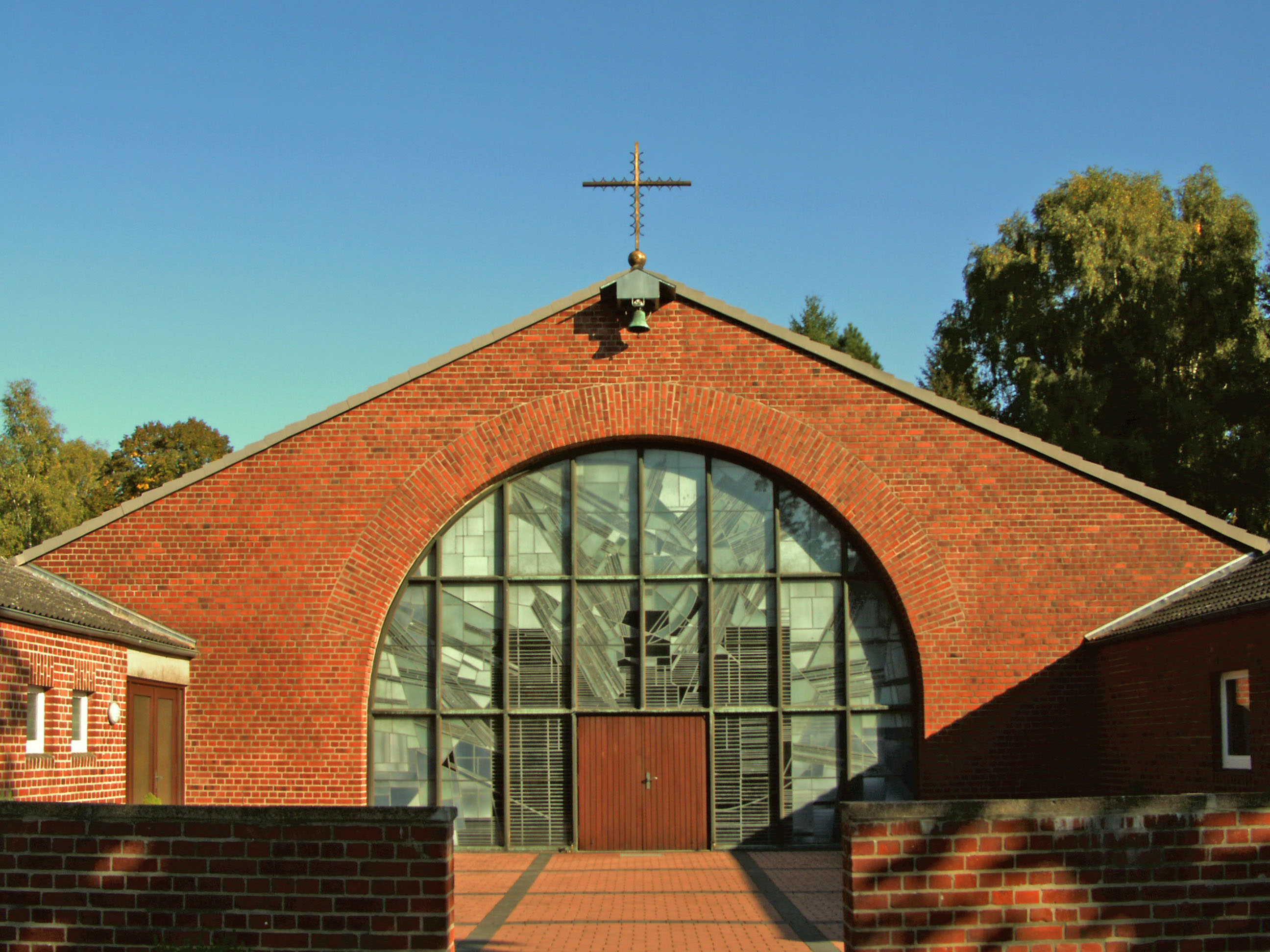
St.-Bonifatius-Kirche

Sankt Bonifatius ist die katholische Kirche in Bad Bodenteich, einem Flecken im Süden des Landkreises Uelzen in Niedersachsen. Das nach dem heiligen Bonifatius benannte Gotteshaus ist die südlichste Kirche im Dekanat Lüneburg und gehört zur Pfarrgemeinde Zum Göttlichen Erlöser mit Sitz in Uelzen und zum Bistum Hildesheim.

## Geschichte
Im Fürstentum Lüneburg, zu dem Bodenteich damals gehörte, führte Ernst I., Herzog zu Braunschweig-Lüneburg, die Reformation ein. Dadurch wurden die Bevölkerung und die Kirche von Bodenteich im 16. Jahrhundert protestantisch.
Im Zuge der Flucht und Vertreibung Deutscher aus Mittel- und Osteuropa 1945–1950 kamen katholische Flüchtlinge und Heimatvertriebene aus den Ostgebieten des Deutschen Reiches auch in die Gegend um Bodenteich. Viele von ihnen fanden in den Baracken einer von 1938 an erbauten Munitionsanstalt (MUNA), die bis zum Ende des Zweiten Weltkriegs bestand, eine Unterkunft.
1948 wurde Bodenteich Außenstation (Vikarie) der Pfarrei Uelzen und Sitz eines Priesters. In einem Lagerschuppen auf dem MUNA-Gelände, das ab 1949 als „Bodenteich-Heide“ bezeichnet wurde, wurde eine Kapelle, die bereits das Patrozinium des heiligen Bonifatius trug, sowie die Wohnung für den Priester eingerichtet. Am Heiligen Abend 1948 fand in der Kapelle bereits der erste Gottesdienst statt, am 20. März 1949 folgte ihre Benediktion durch Bischof Joseph Godehard Machens. Der von 1951 bis 1998 in Bodenteich stationierte Bundesgrenzschutz brachte der Kapelle, und später der Kirche, weitere Gläubige.
Die heutige Kirche wurde von 1960 bis 1961 in Bodenteich (seit dem 1. Oktober 1998 „Bad Bodenteich“ genannt) erbaut, am 8./9. Juli 1961 erfolgte ihre Konsekration durch Bischof Heinrich Maria Janssen. Am 1. Januar 1963 folgte die Einrichtung der Kirchengemeinde (Kuratiegemeinde) Bodenteich, zuvor gehörte Bodenteich zur Pfarrei Uelzen.
Seit dem 1. November 2006 gehört die Kirche zur Pfarrgemeinde Zum Göttlichen Erlöser in Uelzen, die Pfarrgemeinde St. Bonifatius in Bad Bodenteich wurde zu diesem Zeitpunkt aufgelöst.

## Architektur und Ausstattung
Die geostete Kirche steht nördlich der Ortsmitte von Bad Bodenteich auf dem Grundstück Lübbeckenkamp 1, an der Ecke zum Waldweg, in rund 61 Meter Höhe über dem Meeresspiegel. Die turmlose Einraumkirche wurde nach Plänen des Architekten Theo Scholten aus Bergisch Gladbach erbaut, nach desswen Entwurf bereits 1958 die kleine Maria-Rast-Kirche im nahegelegenen Holxen erbaut worden war. Das Gotteshaus ist mit einem Satteldach eingedeckt und wird durch ein Portal an der Westseite erschlossen. Die kleine Glocke über dem Haupteingang wurde erst später zugefügt. Claus Kilian entwarf die Buntglaswand aus handgefertigtem Echtantikglas mit dem Titel „Bis du kommst in Herrlichkeit“.